# Italiens de Croatie
La minorité italienne de Croatie désigne la minorité ethnique italienne vivant en Croatie,.